# Syllable
Syllable – system operacyjny przeznaczony do zastosowań domowych (prosta obsługa, multimedia) i biurowych.
Powstał w lipcu 2002 jako odgałęzienie systemu AtheOS, który został porzucony przez swojego autora, Kurta Skauena. Jest rozprowadzany na licencjach GPL oraz LGPL.

## Informacje techniczne
W dużej części zgodny ze standardem POSIX. Jądro: wywłaszczalne jądro monolityczne z wątkami jądra oraz sprzętową ochroną pamięci. Pliki wykonywalne w formacie ELF. Biblioteka C: glibc. Funkcje wysokiego poziomu używają modelu klient-serwer. Syllable używa systemu plików AtheOS FS, ale potrafi również zamontować systemy FAT, BeFS, ext2/ext3 (w trybie tylko do odczytu) oraz NTFS (tylko do odczytu). Konsola tekstowa dostępna jest tylko z poziomu graficznego terminalu, gdyż system uruchamia się wprost do środowiska graficznego (GUI). W przeciwieństwie do Linuksa czy FreeBSD, Syllable nie korzysta z systemu X Window, lecz używa własnego, obiektowego systemu okienkowego. Obecnie obsługiwane są tylko procesory i586 x86 . System posiada obsługę SMP.
Jądro Syllable napisane jest w C z niewielkimi wstawkami asemblerowymi.
Architektura jądra i systemu podobnie jak projekt AtheOS była insipirowana systemem AmigaOS.
Aplikacje pisane są w C++ i wykorzystują obiektowy API.
Główną cechą systemu widoczną dla użytkownika jest interaktywność (bardzo krótki czas ładowania systemu, małe opóźnienia w obsłudze zdarzeń oraz multimediów nawet przy dużym obciążeniu) oraz prosta konfiguracja (w pełni oparta na interfejsach graficznych konfiguracja oraz automatycznej detekcji sprzętu).

## Status
Syllable jest stosunkowo młodym systemem operacyjnym i wciąż znajduje się w fazie alfa, pomimo tego jest już stosunkowo stabilny. Dla systemu powstała pewna liczba aplikacji (m.in. przeglądarka WWW, klient poczty e-mail, klient Jabbera) oraz sterowników.
Najnowszą wersję oznaczoną numerem 0.6.7 opublikowano w kwietniu 2012.
Mimo tego że system jest przeznaczony do użytku domowego, istnieje również wersja tego systemu dla serwerów oparta na jądrze Linux (Syllable Server).

## Historia wersji
| Wersja | Data wydania     |
| ------ | ---------------- |
| 0.6.0  | 13 grudnia 2005  |
| 0.6.1  | 21 maja 2006     |
| 0.6.2  | 9 listopada 2006 |
| 0.6.3  | 5 marca 2007     |
| 0.6.4  | 16 lipca 2007    |
| 0.6.5  | 8 stycznia 2008  |
| 0.6.6  | 15 maja 2009     |
| 0.6.7  | 12 kwietnia 2012 |